# Richard Carew (Politiker, 1555)
Richard Carew (* 17. Juli 1555 in Antony House; † 6. November 1620 in Antony House) war ein englischer Politiker und Schriftsteller, der zweimal als Abgeordneter für das House of Commons gewählt wurde. Wegen seines Hauptwerks wurde er vor allem als Antiquary of Cornwall bekannt.

## Herkunft und Ausbildung
Richard Carew entstammte der Familie Carew von Antony, einer Familie der Gentry von Cornwall. Er war der älteste Sohn von Thomas Carew und von dessen Frau Elizabeth Edgcumbe. Zu seinen Geschwistern gehörte George Carew. Sein Vater starb bereits 1564, so dass Richard die Besitzungen seiner Familie in Cornwall und Devon erbte. Seine Vormundschaft übernahmen seine Mutter sowie deren Bruder Peter Edgcumbe. Ab etwa 1566 studierte er am Christ Church College in Oxford, wo William Camden und Philip Sidney zu seinen Freunden gehörten. Offensichtlich ohne Abschluss wechselte er 1574 an den Middle Temple in London, wo er drei Jahre Rechtskunde studierte. Danach kehrte er nach Cornwall zurück, um die Verwaltung seines Erbes zu übernehmen.

## Politische Tätigkeit
1581 wurde Carew Friedensrichter und von 1582 bis 1583 diente er als Sheriff von Cornwall. Bei den Unterhauswahlen von 1584 wurde er als Abgeordneter des nahe Antony gelegenen Borough Saltash gewählt, auf dessen Wahlen die Familie Carew großen Einfluss hatte. 1585 brachte er ein Gesetz zur Förderung der Textilherstellung in Devon und Cornwall ein. Bei der Wahl von 1586 überließ er die Kandidatur für Saltash seinem Bruder George, der auch bei den beiden folgenden Wahlen erfolgreich kandidierte. 1597 wurden zwei Kandidaten von George Carew als Abgeordnete für Saltash gewählt, und 1604 Peter Manwood als Kandidat für Richard Carew. Richard Carew selbst kandidierte im Sommer 1597 noch einmal erfolgreich als Abgeordneter für das Borough Mitchell, wo er seit 1584 das Amt des Vogts bekleidete. Daneben übernahm Carew noch weitere lokale Ämter. Ab 1586 war er unter dem Kommando des mit ihm verwandten Walter Raleigh als Deputy Lieutenant und später auch als Oberst der Miliz für die Verteidigung von Cornwall gegen die Spanische Armada und andere Angriffe verantwortlich. Dabei musste er 1596 mit seinem Milizregiment eine kleine spanische Streitmacht abwehren, die am westlichen Ufer des Plymouth Sound in der Cawsand Bay gelandet waren.

## Tätigkeit als Antiquar und Schriftsteller
Trotz dieser Ämter und seiner politischen Tätigkeit machte Carew keine Karriere am Hof, sondern blieb ein seiner Heimat verbundener Angehöriger der Gentry. Er verwaltete seine Ländereien bei Antony und Sheviock in Cornwall sowie bei Crediton in Devon und galt dabei selbst als ausgezeichneter Imker und Angler. Bekannt wurde er jedoch vor allem als Schriftsteller und Antiquar. Er brachte sich selbst soweit Griechisch, Italienisch, Deutsch, Spanisch und Französisch bei, so dass er beispielsweise 1594 Godfrey of Bulloigne, or, The recoverie of Hierusalem, eine englische Übersetzung des auf Italienisch geschriebenen Buchs La Gerusalemme Liberata von Torquato Tasso veröffentlichte. Im selben Jahr veröffentlichte er The Examination of Men's Wits, eine englische Übersetzung eines Werks des Italieners Camillo Camilli, das selbst eine Übersetzung von Examen de ingenios des Spaniers Juan Huarte war. Carew war vermutlich auch der Autor des 1598 anonym erschienenen Gedichts A Herring's Tayle. 1607 veröffentlichte er A World of Wonders, eine Übersetzung einer von Henri Estienne nach Herodot verfassten Apologie. Carew war darüber hinaus ab etwa 1591 Mitglied des College of Antiquaries, die sich oft im Londoner Haus von Robert Bruce Cotton traf. Dort unterstützte Carew Sir Henry Spelman und andere bei ihren Studien. Als Sprachforscher war für ihn die angelsächsische Sprache die natürliche Sprache Englands, doch er veröffentlichte auch den Aufsatz The excellencie of the English tongue über die Bedeutung der keltischen Kultur für die englische Geschichte und Sprache. Zusammen mit Richard Verstegen, Thomas Nashe, Edmund Spenser, William Shakespeare und anderen wurde er in einen Streit verwickelt, inwieweit Fremdwörter in die englische Sprache aufgenommen werden sollten. Carews bekanntestes Werk ist jedoch A Survey of Cornwall, das aus zwei Bänden besteht. Für sein Werk konnte Carew als Inhaber hoher lokaler Ämter und angesehener Angehöriger der Gentry mit einer umfangreichen Verwandtschaft auf zahlreiche Informationen zurückgreifen. Der erste Band enthält die Geschichte des Landes und eine Beschreibung der Geographie und des Klimas von Cornwall, wobei die Geschichte nur recht kurz abgehandelt wird. Dafür behandelt er Themen wie Bergbau und Fischerei, aber auch Bräuche und Spiele wie Hurling. Der zweite Band enthält eine Beschreibung von einzelnen Orten von Ost nach West.
Trotz seiner vielseitigen Studien lebte Carew nicht als zurückgezogener Gelehrter, sondern war ein aufgeschlossener Mensch, der bei seinen Freunden und bei seiner Familie beliebt war. Wegen seiner Bildung, aber auch wegen seiner Bescheidenheit und seiner Freundlichkeit wurde er von anderen Mitgliedern des College of Antiquaries sehr geschätzt. Mehrere Bücher und andere Werke wurden ihm gewidmet. Bereits 1602 war er jedoch schon kränklich. Seine Gesundheit verschlechterte sich weiter, und ab 1611 war er nahezu blind. 1613 übertrug er die Verwaltung seiner Besitzungen seinem ältesten überlebenden Sohn Richard, der nach Carews Tod seinem Vater für dessen Weisheit, Gerechtigkeit, Freundlichkeit und andauernde Liebe dankte. Er wurde am 7. November 1620 in der Krypta der Kirche von Antony beigesetzt, nach seinem Wunsch sollten dabei keine Trauergewänder getragen werden.

## Ehe und Nachkommen
1577 hatte Carew Juliana Arundell (1563–1629) geheiratet, eine Tochter von John Arundell of Trerice und dessen ersten Frau Katherine Cosworth. Mit ihr hatte er sieben Söhne und drei Töchter, darunter:
- Sir Richard Carew, 1. Baronet (1580–1643);
- John Carew;
- Ann Carew, ⚭ Francis Godolphin of Treveneage.

Drei seiner Kinder starben noch im Kindesalter, zwei weitere bereits vor ihrem Vater. Sein Erbe wurde sein ältester Sohn Richard.

## Veröffentlichungen
- The excellencie of the English tongue. In: William Camden: Remaines, London 1614
- A Survey of Cornwall. Devon and Cornwall Record Society, Exeter 2004, ISBN 0-901853-47-X